# كشف كيميائي حيوي
الكشف الكيميائي الحيوي هو علم وتكنولوجيا الكشف عن المواد الكيميائية الحيوية وتركيزها عندما يتعلق الأمر بتحليل التتبع، وعادةً ما يتم ذلك باستخدام توازن دقيق من بلورات الكوارتز، والذي يقيس الكتلة لكل وحدة مساحة عن طريق قياس التغير في تردد مرنان بلورات الكوارتز. هناك طريقة أخرى وهي استخدام الجسيمات النانوية.